# 忠清南道民俗文化財
忠清南道民俗文化財（チュンチョンナムド みんぞくぶんかざい）は、大韓民国の文化遺産保護制度で、市道指定文化財の一つ。「衣食住・生業・信仰・年中行事などに関する風俗・慣習と、それに使用される衣服・器具・家屋などで国民生活の推移を理解するのに不可欠なもの」であり、かつ上位の国家指定文化財に指定されていないものを対象として忠清南道が条例により指定する。旧名は「忠清南道民俗資料」であり、2011年2月5日に全文改正された文化財保護法（法律第10000号）が施行され、現在の名称になる。

## 忠清南道民俗文化財一覧
| 番号    | 登録名                                  | 所在地 | 管理者           |
| ------- | --------------------------------------- | ------ | ---------------- |
| 第001号 | 開泰寺鉄鑊                              | 論山市 | 開泰寺           |
| 第002号 |                                         |        |                  |
| 第003号 |                                         |        |                  |
| 第004号 | 龍大旗                                  | 洪城郡 | 部落民           |
| 第005号 | 草廬李惟泰の遺物                        | 公州市 | 公州大学校博物館 |
| 第006号 |                                         |        |                  |
| 第007号 | 李森将軍古宅                            | 論山市 | 個人             |
| 第008号 | 尹煌先生古宅                            | 論山市 | 個人             |
| 第009号 | 李正雨家屋                              | 扶餘郡 | 扶餘郡           |
| 第010号 | 金宇烈家屋                              | 洪城郡 | 個人             |
| 第011号 | 田溶一家屋                              | 洪城郡 | 個人             |
| 第012号 | 尹日善家屋                              | 牙山市 | 個人             |
| 第013号 | 尹堤亨家屋                              | 牙山市 | 個人             |
| 第014号 | 世祖大王輦                              | 公州市 | 麻谷寺           |
| 第015号 | 牙山尹勝求家屋                          | 牙山市 | 個人             |
| 第016号 | 保寧独山里石猟                          | 保寧市 | 保寧市           |
| 第017号 | 泰安上玉里カ・ヨンヒョン家屋 (-가영현-) | 泰安郡 | 個人             |
| 第018号 | 青陽尹男石家屋                          | 青陽郡 | 個人             |
| 第019号 | 鶏龍山三神堂                            | 鶏龍市 | 鶏龍隊勤務支援団 |
| 第020号 | 務安朴氏腰輿                            | 論山市 | 個人             |
| 第021号 | 瑞山金トンジン家屋 (-김동진-)           | 瑞山市 | 個人             |
| 第022号 | 瑞山ユ・サンムク家屋 (-유상묵-)         | 瑞山市 | 個人             |
| 第023号 | 瑞山ユ・キバン家屋 (-유기방-)           | 瑞山市 | 個人             |
| 第024号 | 青陽林纘周家屋                          | 青陽郡 | 個人             |
| 第025号 | 青陽林錫周家屋                          | 青陽郡 | 個人             |
| 第026号 | 牙山金ヒョジク家屋 (-김효직-)           | 牙山市 | 個人             |
| 第027号 | 唐津宋圭燮家屋                          | 唐津郡 | 個人             |
| 第028号 | 温陽民族博物館所蔵甲冑と甲冑函          | 牙山市 | 亀亭文化財団     |
| 第029号 | 温陽民族博物館所蔵祠堂形龕室            | 牙山市 | 亀亭文化財団     |
| 第030号 | 温陽民族博物館所蔵亀文胸背              | 牙山市 | 亀亭文化財団     |